# Великі Поляни (Воскресенський район)
Великі Поляни (рос. Большие Поляны) — присілок в Воскресенському районі Нижньогородської області Російської Федерації.
Населення становить 147 осіб. Входить до складу муніципального утворення Воздвиженська сільрада.

## Історія
Від 2009 року входить до складу муніципального утворення Воздвиженська сільрада.

## Населення
| 1999 | 2002 | 2010 |
| ---- | ---- | ---- |
| 233  | ↘182 | ↘147 |